# 瑞安·科斯特羅

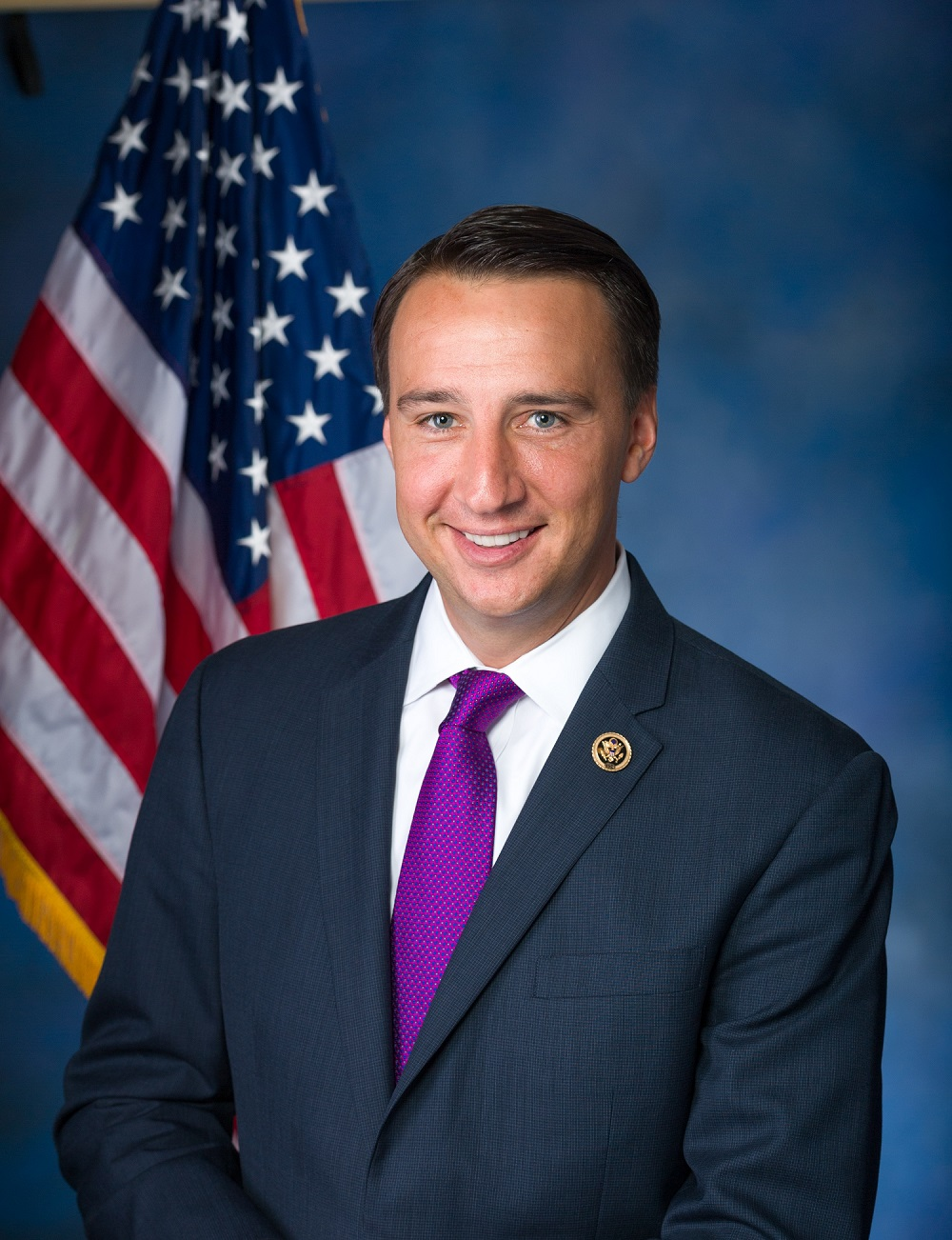
瑞安·科斯特羅

瑞安·科斯特羅（Ryan Costello；1976年9月7日—）是美國的一位政治人物。自2015年開始，他是賓夕法尼亞州第6選舉區選出的美國眾議院議員。他的黨籍是共和黨。他在大學期間主修法律。